# Młodzieżowe Mistrzostwa Polski w piłce nożnej plażowej 2006
I Mistrzostwa Polski Juniorów w Beach Soccer 2006 – turniej piłki nożnej plażowej, który odbył się w dniach 21 lipca-23 lipca 2006 roku na plaży w Sztutowie pod patronatem Beach Soccer Polska, w którym wyłoniony został Mistrz Polski do lat 19.

## Kwalifikacja zawodnika
Wszyscy zawodnicy muszą być urodzeni w okresie 1.I.1987 – 31.XII.1990.

## Drużyny
| Zespół                   | Liczba występów w MMP |
| ------------------------ | --------------------- |
| Complex Wema Sztutowo    | 1                     |
| Hemako Sztutowo          | 1                     |
| Redeco Vigo Team Wrocław | 1                     |
| Start Otwock             | 1                     |

## Klasyfikacja końcowa
| Lp. | Zespół                   |
| --- | ------------------------ |
| 1.  | Hemako Sztutowo          |
| 2.  | Redeco Vigo Team Wrocław |
| 3.  | Complex Wema Sztutowo    |
| 4.  | Start Otwock             |

## Nagrody indywidualne
Najlepszy bramkarz: Paweł Rutkowski (Complex Wema Sztutowo)

Król strzelców: Łukasz Górzyński (Redeco Vigo Team Wrocław), Marcin Felski (Hemako Sztutowo) – 9 bramek